# Jure Košir
Jure Košir, född den 24 april 1972 i Mojstrana, Slovenien, är en slovensk utförsåkare.
Han tog OS-brons i herrarnas slalom i samband med de olympiska utförstävlingarna 1994 i Lillehammer.